# Janez Jalen
Janez Jalen (ur. 26 maja 1891, zm. 12 kwietnia 1966) – słoweński pisarz i duchowny.

## Twórczość
- Nevesta (Panna Młoda) (sztuka, 1936)
- Grobovi (Groby) (sztuka, 1936)
- Lesena peč (Drewniany piec) (sztuka, 1937)
- Cvetkova Cilka (nowela, 1939)
- Previsi (zbiór baśni i opowiadań, 1940)
- Trop brez zvoncev (Stado bez dzwonków) (nowela, 1941)
- Ograd (Nora) (nowela, 1961)
- Razpotja (Rozdroża) (nowela, 2003)